# 유럽 고속도로 001호선
유럽 고속도로 001호선(European route E001)은 조지아의 마르네울리를 출발하여, 사다흘로와 바그라타셴을 거쳐 바나조르까지 이어주는 총 연장 117km의 거리를 가진 B-클래스 급의 유럽 고속도로 노선망이다.

## 주요 경유지
- 조지아
  - 조지아 고속도로 S7호선 : 마르네울리(영어판)(유럽 고속도로 117호선과 연결) - 사다흘로(영어판)
- 아르메니아
  - M6 고속도로 : 바그라타셴(영어판) - 바나조르 (유럽 고속도로 117호선과 연결)